# Jessica Hinojosa Gómez
Jessica Hinojosa Gómez (* 18. September 1997 in Guadalajara) ist eine mexikanische Tennisspielerin.

## Karriere
Hinojosa Gómez begann mit vier Jahren das Tennisspielen und bevorzugt Sandplätze. Sie gewann bisher drei Doppeltitel auf der ITF Women’s World Tennis Tour.
2014 erhielt sie eine Wildcard für das Hauptfeld im Dameneinzel des Circuito Dixon Vinci 2, wo sie in der ersten Runde Ana Sofía Sánchez mit 2:6 und 4:6 unterlag.
2015 kam sie als Alternative mit Partnerin Ornella Garavani ins Hauptfeld des Juniorinnendoppel der French Open, wo die Paarung in der ersten Runde gegen die topgesetzte Paarung und späteren Titelträger Miriam Kolodziejová und Markéta Vondroušová mit 1:6 und 1:6 verloren. Zusammen mit Partnerin Mayuka Aikawa gewann sie den Titel beim J1 Berlin im Damendoppel. Bei den US Open schied sie im Juniorinneneinzel bereits in der ersten Runde gegen Chihiro Muramatsu mit 6:2, 2:6 und 2:6 aus, wie auch im Juniorinnendoppel mit Partnerin Pranjala Yadlapalli gegen Tornado Alicia Black und Ingrid Neel mit 1:6 und 0:6.
2017 nahm sie an der Sommer-Universiade teil, wo sie im Dameneinzel bereits in der ersten Runde gegen Kamila Kerimbajewa mit 6:4, 5:7 und 2:6 verlor. Beim $80,000 Waco Showdown verlor sie mit Partnerin Anhelina Schachrajtschuk bereits in der ersten Runde gegen Sofia Kenin und Anastassija Komardina mit 2:6 und 2:6.
Am 13. April 2024 spielte sie erstmals für die mexikanische Billie-Jean-King-Cup-Mannschaft.

## College Tennis
Jessica Hinojosa Gómez spielt seit der Saison 2016/17 für die Lady Bears, der College-Tennis-Mannschaft der Baylor University in der Big 12 Conference der NCAA Division I. 2021 wurde sie wegen ihrer Leistungen für den ITA Arthur Ashe Award nominiert.

## Turniersiege

### Einzel
| Nr. | Datum        | Turnier | Kategorie | Belag     | Finalgegnerin | Ergebnis |
| --- | ------------ | ------- | --------- | --------- | ------------- | -------- |
| 1.  | 15. Mai 2022 | Cancún  | ITF W15   | Hartplatz | Rachel Gailis | 6:4, 6:4 |

### Doppel
| Nr. | Datum            | Turnier      | Kategorie   | Belag     | Partnerin                | Finalgegnerinnen                                     | Ergebnis         |
| --- | ---------------- | ------------ | ----------- | --------- | ------------------------ | ---------------------------------------------------- | ---------------- |
| 1.  | 3. November 2018 | Mexiko-Stadt | ITF $15.000 | Hartplatz | Anastasiya Antal         | Maria Fernanda Carvajal Altamirano Raphaëlle Lacasse | 6:1, 6:4         |
| 2.  | 9. Juni 2019     | Cancún       | ITF W15     | Hartplatz | Fernanda Contreras Gómez | Melany Solange Krywoj Fernanda Labrana               | 2:6, 6:4, [10:7] |
| 3.  | 16. Juli 2022    | Cancún       | ITF W15     | Hartplatz | Victoria Rodríguez       | Alicia Herrero Liñana Melany Solange Krywoj          | 6:2, 7:5         |

## Persönliches
Jessica ist die Tochter von Pedro Hinojosa and Norma Gómez. Sie hat eine ältere Schwester Karina.